# پنیرباد (سرده)
پنیرباد، مایه پنیر (نام علمی: Withania) نام یک سرده از تیره بادنجانیان است.